# Lilo Pempeit
Lilo Pempeit (Danzig, 6 oktober 1922 - München, 7 mei 1993) was een Duits actrice. Ze was ook bekend onder de namen Lieselotte Edier, Liselotte Eder, Liselotte Fassbinder en Lieselotte Pempeit. 
Lilo Pempeit was getrouwd met Helmut Fassbinder tot 1951. Samen met hem had ze één zoon, de zeer bekende regisseur Rainer Werner Fassbinder. Zij heeft dan ook veelvuldig opgetreden in de door hem geregisseerde films.

## Filmografie
- 1966: Das kleine Chaos (niet op aftiteling)
- 1970: Warum läuft Herr R. Amok?
- 1970: Götter der Pest
- 1971: Händler der vier Jahreszeiten
- 1971: Rio das Mortes
- 1972: Bremer Freiheit
- 1973: Welt am Draht
- 1974: Effi Briest
- 1974: I Martha (as Lieselotte Eder)
- 1974: Angst essen Seele auf
- 1974: Nora Helmer
- 1975: Angst vor der Angst
- 1975: Mutter Küsters' Fahrt zum Himmel
- 1975: Faustrecht der Freiheit
- 1976: Ich will doch nur, daß ihr mich liebt
- 1977: Bolwieser
- 1978: In einem Jahr mit 13 Monden
- 1978: Eine Reise ins Licht - Despair
- 1979: Die dritte Generation
- 1979: Die Ehe der Maria Braun
- 1981: Lili Marleen
- 1982: Veronika Voss

## Televisieseries
- 1972: Acht Stunden sind kein Tag
- 1980: Berlin Alexanderplatz